# Gissuro de Skálholt

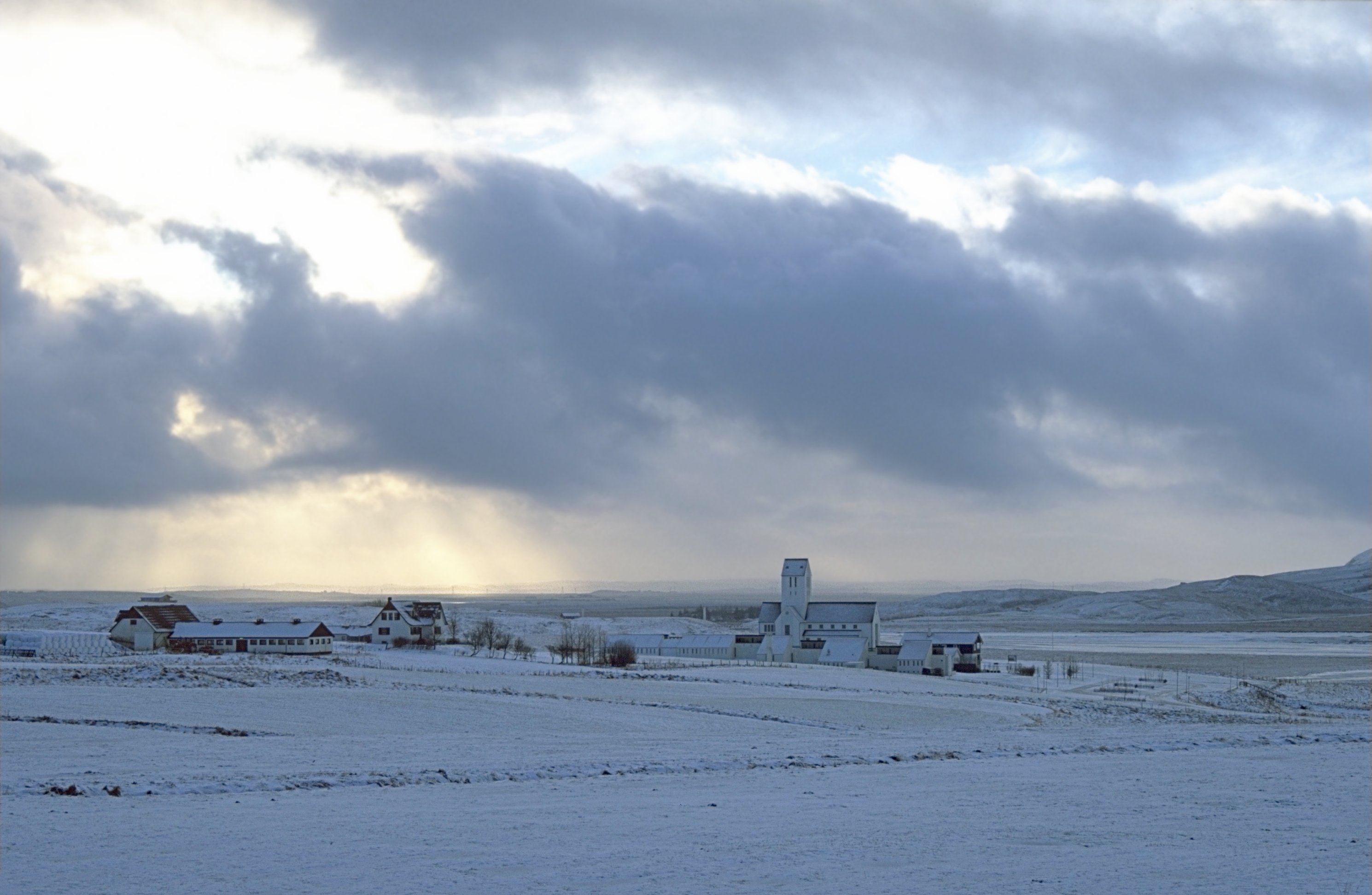
Skálholt, Islândia

Gissuro (em latim: Gissurus Isleifi; em nórdico antigo: Gissur Ísleifsson; 1042-1118) foi um irlandês dos séculos XI e XII, filho do bispo Isleifo de Skálholt e sua esposa Dala, filha de Torvaldo (em nórdico antigo: Dalla Þorvaldsdóttir). Fez sua formação clerical na Saxônia, sendo ordenado jovem. Mais tarde se tornou chefe em Vopnafjörður, na Islândia, e um grande marinheiro. Foi então a Roma junto de sua esposa e foi nomeado em 1082 como sucessor de seu falecido pai. Em 1096/97, com apoio do legífero Marco Skeggjason e do sacerdote Semundro Sigfússon, assegurou as finanças da Igreja na Islândia ao instituir o dízimo por toda a ilha. Com sua morte em 1118, foi sucedido por Torlaco (1118–1133).